# Villers-Saint-Genest
Villers-Saint-Genest is een gemeente in het Franse departement Oise (regio Hauts-de-France) en telt 351 inwoners (1999). De plaats maakt deel uit van het arrondissement Senlis.

## Geografie
De oppervlakte van Villers-Saint-Genest bedraagt 9,7 km², de bevolkingsdichtheid is 36,2 inwoners per km².
De onderstaande kaart toont de ligging van Villers-Saint-Genest met de belangrijkste infrastructuur en aangrenzende gemeenten.

## Demografie
Onderstaande figuur toont het verloop van het inwonertal (bron: INSEE-tellingen).

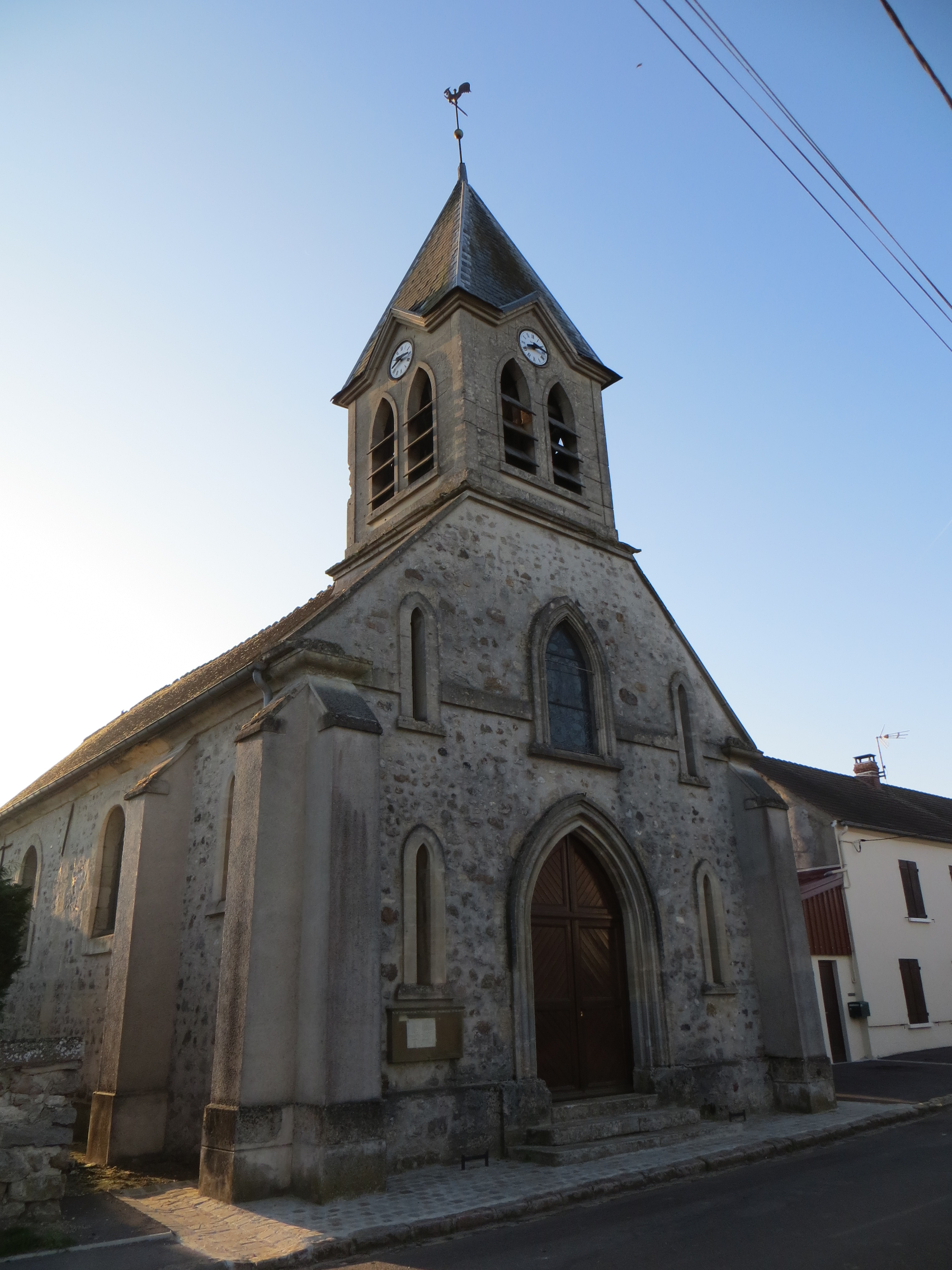
Kerk van Villers-Saint-Genest